# 祖國統一民主主義戰線

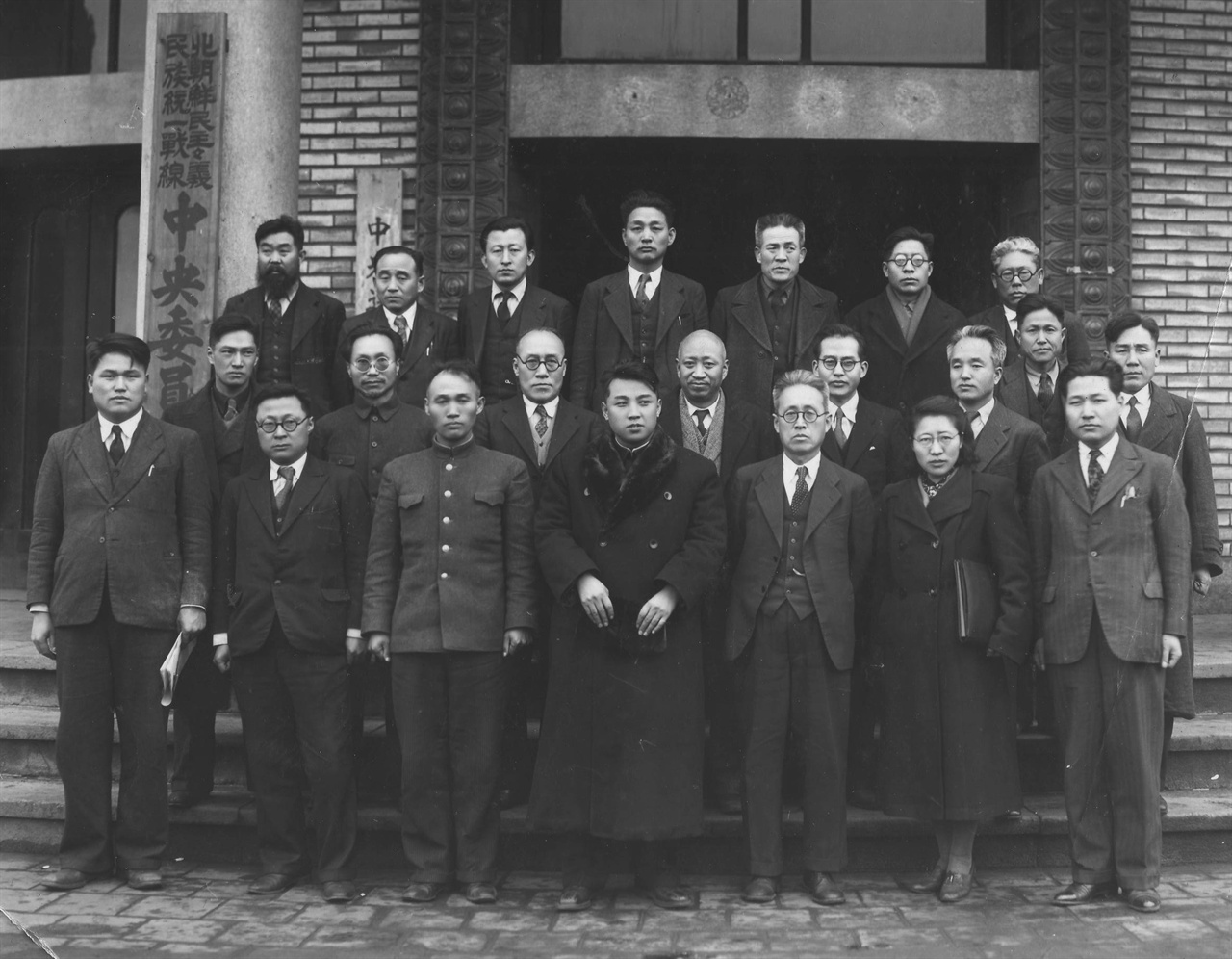
1947年7月，北朝鮮民主主義民族統一戰線合照。前排左起韓炳玉、康良煜、金策、金日成、洪箕疇、許貞淑、李康国

祖國統一民主主義戰線（朝鲜语：／），简称祖国战线（：／），曾是朝鮮民主主義人民共和國的社會團體和统一战线组织，隶属朝鲜劳动党统一战线部。成立於1946年7月22日，当时取名为民主主义民族统一战线；1949年6月，改用现名。其宗旨是不分職業、性別、宗教信仰、黨派的差別，團結一切愛國民主力量，宣傳由金正日提出國家自主和平統一的路線和政策，並積極組織和動員群眾開展貫徹之。
該組織由朝鲜劳动党與朝鮮社會民主黨、天道教青友黨等衛星黨构成，實際處於朝鮮勞動黨的指導之下。其他隶属组织还包括旅日朝鮮人總聯合會、社会主义爱国青年同盟、朝鮮社會主義女性同盟、朝鲜农业劳动者同盟、朝鲜职业总同盟等社會團體。
在2023年年底朝鮮勞動黨八屆九中全會召開完畢，金正恩將大韓民國定調為「朝鮮民主主義人民共和國最敵對國家」之後，朝鮮政府自2024年1月13日開始轉變對韓國的政策方針，並著手清理原先用於改善朝韓關係和實現朝韓和平統一的機構。祖國統一民主主義戰線下轄組織與運營的網站，自2024年開始均開始將涉及朝韓統一的內容移除。
根據朝鮮中央通訊社的報道，祖國統一民主主義戰線已於2024年3月23日宣告解散。